# Hermann Gilhaus
Hermann-Josef Gilhaus (* 22. August 1933 in Dinslaken; † 8. Juni 1993 in München) war ein deutscher Priester und christlicher Autor.
Am 8. Dezember 1963 wurde er im Missions-Priesterseminar zu St. Augustin bei Siegburg zum Priester geweiht. Ab den 1970er Jahren veröffentlichte Gilhaus zahlreiche Buchpublikationen rund um den christlichen Themenkreis. Texte von ihm erschienen auch auf einer Reihe von Schallplatten.

## Veröffentlichungen (Auswahl)
- Ich bin nicht mehr allein. Worte für kranke Tage. München 1971
- Hoffnung der Armen. Christliches Leben in Lateinamerika, eine Provokation für Europa. Meitingen, Freising 1976, ISBN 3-7838-0141-9
- Weihnachten meditieren. Gedanken zu Weihnachten und Neujahr. Meitingen, Freising 1978, ISBN 3-7838-0191-5 (auch als Hörbuch erschienen)
- Schenk mir ein hörendes Herz. Worte und Notizen zum Weiterdenken. Meitingen, Freising 1987, ISBN 3-7838-0357-8
- ...und lebt ohne Ende – Ein tönendes Gebetbuch. Calig Verlag, München 1973 (Vinyl, 7", Single)